# 야르듬르구

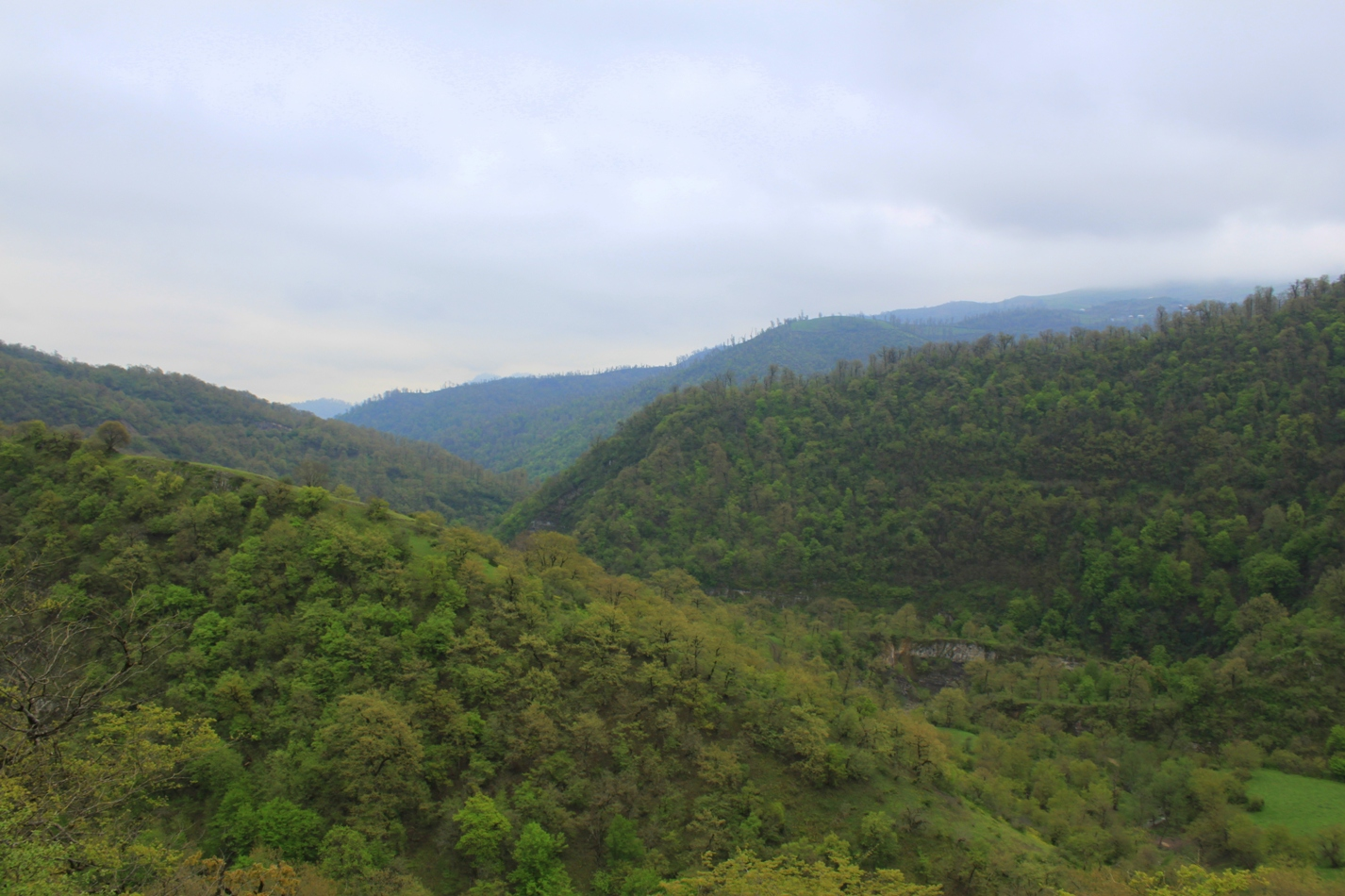
야르듬르구의 자연 풍경

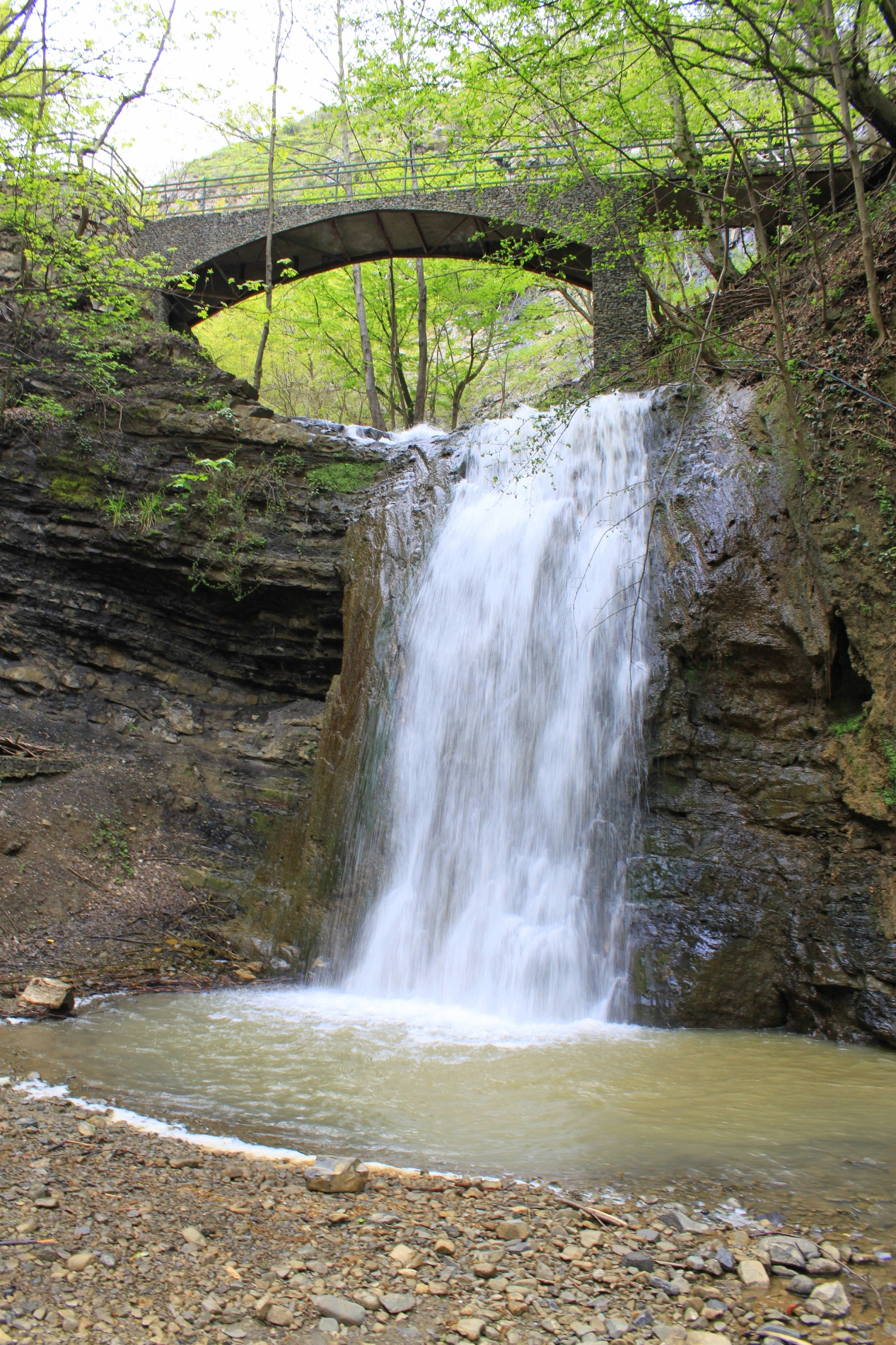
야르듬르구에 있는 폭포

야르듬르구(아제르바이잔어: Yardımlı rayonu)는 아제르바이잔 남부에 위치한 구로 행정 중심지는 야르듬르이며 면적은 667km2, 인구는 53,689명이다. 서쪽과 남쪽으로는 이란과 국경을 접한다.